# Erastus Brigham Bigelow

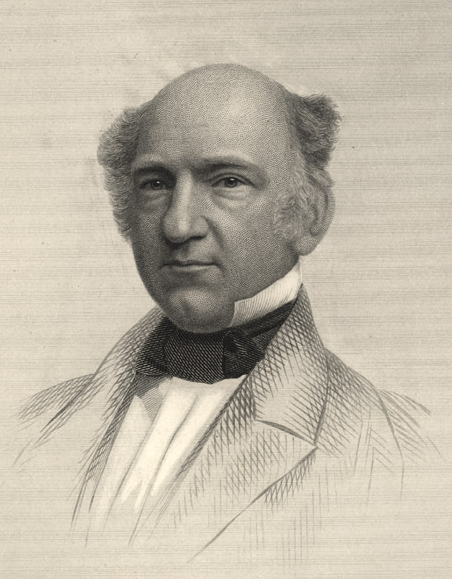
Erastus Brigham Bigelow.

Erastus Brigham Bigelow, född den 2 april 1814 i West Boylston, Massachusetts, död den 6 december 1879 i Boston, var en nordamerikansk uppfinnare och nationalekonomisk författare. 
Han ågnade sig från sin ungdom åt textilindustrin och gjorde en mängd viktiga uppfinningar inom densamma samt grundade flera stora fabriker i staden Worcester. Sin utpräglat protektionistiska ståndpunkt framlade han bland annat i arbetet The tariff question considered in regard to the policy of England and the interests of the United states (1863).